# Südliche Waldschabe

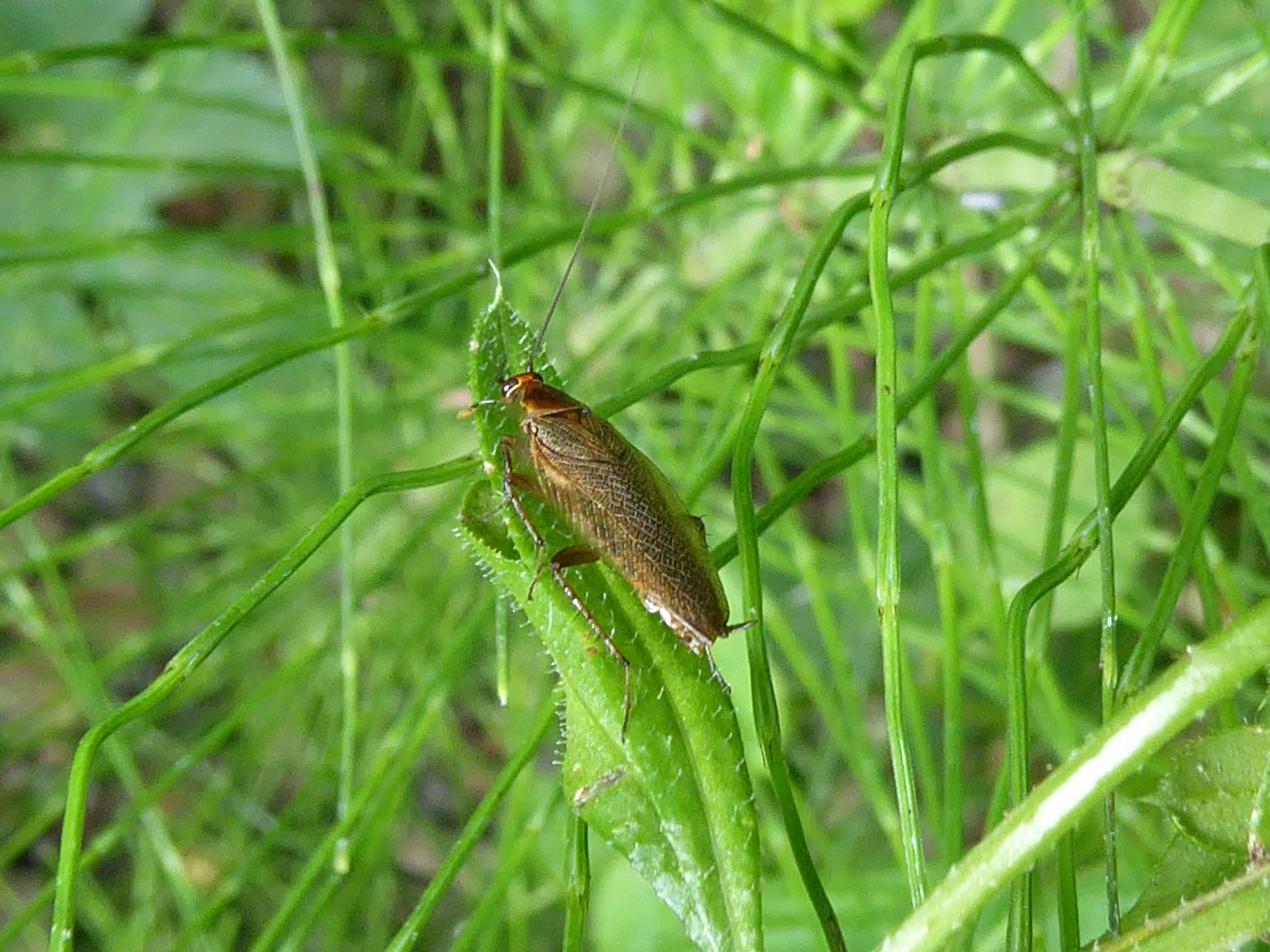
Ein Exemplar auf Pflanzen

Die Südliche Waldschabe (Ectobius erythronotus) ist eine Art der zu den Schaben gehörenden Waldschaben. Die Art ist in Südeuropa beheimatet und kommt vor allem im zentralen bis östlichen Europa, auch nördlich bis Mitteleuropa vor. Die Tiere sind nicht, wie manche andere Schaben, als Vorratsschädlinge bekannt.

## Merkmale
Männchen
Der Hinterleib ist überwiegend dunkel, die Drüsengruben sind tiefer und mit einer querovalen Öffnung ausgestattet, hinten besitzen sie paarige Aussackungen und in der Mitte dichte Haarbüschel.
Weibchen
Die Vorderflügel überragen das Ende des Hinterleibs nicht. Die Unterseite des Hinterleibs ist überwiegend dunkel gefärbt. Die hinteren Sternite sind oftmals durch große paarige Flecken aufgehellt, aber niemals so weit, dass nur noch eine schmale dunkle Bande übrig bleibt.
Die Oothek besitzt circa 17 starke Längsleisten.

### Ähnliche Arten
Männchen
Eine ähnliche Art ist die Blasse Waldschabe (Ectobius pallidus). Bei ihr ist auch die Halsschildscheibe (Discus) einfarbig hell, stroh- oder ockerfarben gefärbt und höchstens ganz fein dunkel punktiert. Allerdings ist bei ihr der Hinterleib wie das ganze Tier strohfarben gefärbt und sowohl ventral als auch dorsal befindet sich auf jeder Seite ein unterbrochener Längsstreifen. Die Drüsengrube bei dieser Art ist flach, rundlich bis queroval und am Boden mit zerstreuten Haaren bedeckt. Bei anderen ähnlichen Arten ist entweder die Halsschildscheibe auffällig dunkel gefleckt oder ganz dunkel (Gemeine Waldschabe oder Küsten-Waldschabe) oder die Drüsengrube ist sehr groß und mehr als ein Drittel der Segmentbreite einnehmend (Bernstein-Waldschabe). Am ähnlichsten ist die Gemeine Waldschabe (Ectobius lapponicus). Bei dieser haben die Männchen jedoch dunkle Flecken längs der Radialader, die bei E. erythronotus fehlen.
Weibchen
Bei der sehr ähnlichen Bernstein-Waldschabe besitzt die Oothek mehr als 30 feine Längsleisten. Außerdem überragen bei ihr die Vorderflügel deutlich das Hinterleibsende. Zudem ist die Unterseite des Hinterleibs bei E. vittiventris gelblich gefärbt, mit schmalen sich zur Mitte verbreiternden segmentalen Querbanden. Weibchen von E. lapponicus haben ein helles Querband zwischen den Augen, das E. erythronotus fehlt.

## Verbreitung
Das Verbreitungsgebiet reicht vom südwestlichen zentralen Frankreich im Westen bis nach Tschetschenien im Nordkaukasus im Osten. Die südlichsten Vorkommen liegen im Département Dordogne, in der Lombardei, in Nordmazedonien und Bulgarien. Die nördlichsten Vorkommen liegen im Département Haute-Marne, eventuell in Bayern, im nordöstlichen Österreich, der Slowakei, der Ukraine und in der russischen Oblast Lipezk. In Deutschland wurde die Art bisher nur einmal in Bamberg gefunden, ansonsten gilt die Art in den östlichen und südöstlichen Nachbarländern als weit verbreitet. In den deutschsprachigen Ländern ist die Art nur im mittleren und östlichen Österreich regulär verbreitet. Es wird auch davon berichtet, dass die Art in den Osten der Vereinigten Staaten eingeführt wurde.

## Lebensweise
Auf iNaturalist wurde die Art bisher überwiegend von April bis Juli nachgewiesen, mit einem Peak im Mai.

## Taxonomie
Die Art wurde 1898 von Malcolm Burr in seinem Werk Orthoptera collected in South-eastern Europe als Ectobius lapponica erythronotus erstbeschrieben, sie galt also ursprünglich als Unterart der Gemeinen Waldschabe.
Unterarten
Neben dem Nominotypischen Taxon wurden noch folgende Unterarten beschrieben:
- Ectobius erythronotus ater Bazyluk, 1961 (aus Polen und Litauen)
- Ectobius erythronotus nigricans Ramme, 1923 (aus Ungarn)